# Emiliano Rodríguez
Emiliano Rodríguez (ur. 10 czerwca 1937 w Garrafe de Torío) – hiszpański koszykarz, występujący na pozycji skrzydłowego.

## Osiągnięcia

### Zespołowe
- Mistrz[1]:
  - Euroligi (1964, 1965, 1967, 1968)
  - Hiszpanii (1961–1966, 1968–1973)
- Wicemistrz Hiszpanii (1967)
- 9-krotny zdobywca Pucharu Hiszpanii (1961, 1962, 1965–1967, 1970–1973)[1]
- Finalista:
  - Euroligi (1962, 1963, 1969)
  - Pucharu Hiszpanii (1963, 1969)
  - Pucharu Interkontynentalnego (1968, 1970)

### Indywidualne
- trzykrotny uczestnik FIBA All-Star Games (1966, 1969, 1973)
- Wybrany do:
  - FIBA’s 50 Greatest Players
  - 50 Greatest Euroleague Contributors (2008)
  - FIBA Hall of Fame (2007)[1]
- Lider strzelców:
  - ligi hiszpańskiej (1959, 1963, 1964)[1]
  - finałów Euroligi (1963, 1964)
- Laureat nagrody Fair Play Award od UNESCO (1973)[1]
- Order Merita FIBA (1997)[1]

### Reprezentacja
- MVP mistrzostw Europy (1963)[1]
- Uczestnik:
  - igrzysk olimpijskich (1960 – 14. miejsce, 1968 – 7. miejsce)[1]
  - mistrzostw Europy (1959 – 15. miejsce, 1961 – 13. miejsce, 1963 – 7. miejsce, 1965 – 11. miejsce, 1967 – 10. miejsce, 1969 – 5. miejsce, 1971 – 7. miejsce)[1]
- Lider igrzysk olimpijskich w skuteczności rzutów wolnych (1960 – 87,2%)[2]